# ダムマイスター
ダムマイスターとは、広く一般の人たちへ、ダムの実態、役割、魅力などについて知ってもらうために、それを支援する役割を持つ人として、一般財団法人日本ダム協会が任命した人のこと。

## 概要
ダムマイスターは、ダムを知りたいと思う人がいたら、自分の得意分野に応じてそれを手助けする役割を担う。それぞれの知識経験に応じ、SNS等での情報発信、テレビ・ラジオ等への出演、新聞・雑誌等への寄稿、シンポジウム・トークショー等での講演や出演、ダムに関係する見学ツアー等のガイド、ダムに関するイベントの企画、ダム関連の写真コンテストへの応募等を行っている。
ダムマイスターは基本はボランティアであり、原則として成人が任命される。任命されると日本ダム協会から証明書が発行され、活動にあたってはダムマイスターの名称にふさわしい行動に努め、法令を遵守することが求められる。任期中に適当でないと認められる事情が生じた場合は、任命を解かれることがある。
ダムマイスターへは日本ダム協会を通じ、講演や執筆等の依頼をすることができる。

## 制度の経緯
日本ダム協会では、広く一般の方々に、ダムの実態、役割、魅力などについて知って頂くことの重要性に鑑み、それを支援する役割を持つボランティアを「財団法人日本ダム協会 ダムマイスター」として任命する制度を2010年8月より試行することとした。試行期間中の実績と成果を踏まえ、2012年4月から本格実施をしている。
ダムマイスターの任期は２年ごとの期間区分方式となっており、その間に自らの興味、知識、経験などに応じ、ダムについて広く一般の人々に知ってもらうために必要な活動を可能な範囲で実行する。
ダムマイスターにはダムの専門家も一般の人も両方含まれているが、名称上専門家と一般の区分が明確でないのは不都合ではないかという意見を踏まえ、第４期からは「専門家」と「一般」の２区分が設けられている。「専門家」はダムに関する工学分野やダムの建設・管理に関係する諸分野に携わった経験等のある人・技術者で、「専門家」に該当しない場合は「一般」となる。「一般」のダムマイスターについては、過去３年程度の活動実績が評価される。

## 審査の基準
ダムマイスターは申請に基づき、日本ダム協会で審査の上、適当であると認められると任命される。ダムマイスターの任命に当たり、審査では活動実績が重視される。活動実績の「活動」とは、ダムマイスターの趣旨に適合した活動、すなわち「広く一般の方々に、ダムの実態、役割、魅力などについて知って頂くために、それを支援する」活動である。ダムに関する知識経験は審査の際に考慮されないわけではないが、審査では活動実績が重視されるため、個人の知識経験のみで任命されるわけではない。この点がダムマイスター制度の最も大きな特徴である。
ダムの専門家や、ダム関係の仕事に長年従事した人は知識経験が十分と考えられるので、相応の「活動実績」があれば申請してダムマイスターになれる可能性がある。